# Molophilus rainieriensis
Molophilus rainieriensis är en tvåvingeart som beskrevs av Alexander 1943. Molophilus rainieriensis ingår i släktet Molophilus och familjen småharkrankar. Inga underarter finns listade i Catalogue of Life.